# Brouwerij Mommeriete
Brouwerij Mommeriete is een in 2004 opgerichte bierbrouwerij in het Sallandse Vechtdal. Men maakt er hoog gegiste bieren naar Belgische stijl, en laag gegiste bieren naar Duitse stijl. De bieren worden er niet gefilterd en gepasteuriseerd.
De naam "Mommeriete" komt van een nabij gelegen moerasgebied waar in 1227 een "Drents Guldensporenslag" heeft plaatsgevonden.

## Geschiedenis

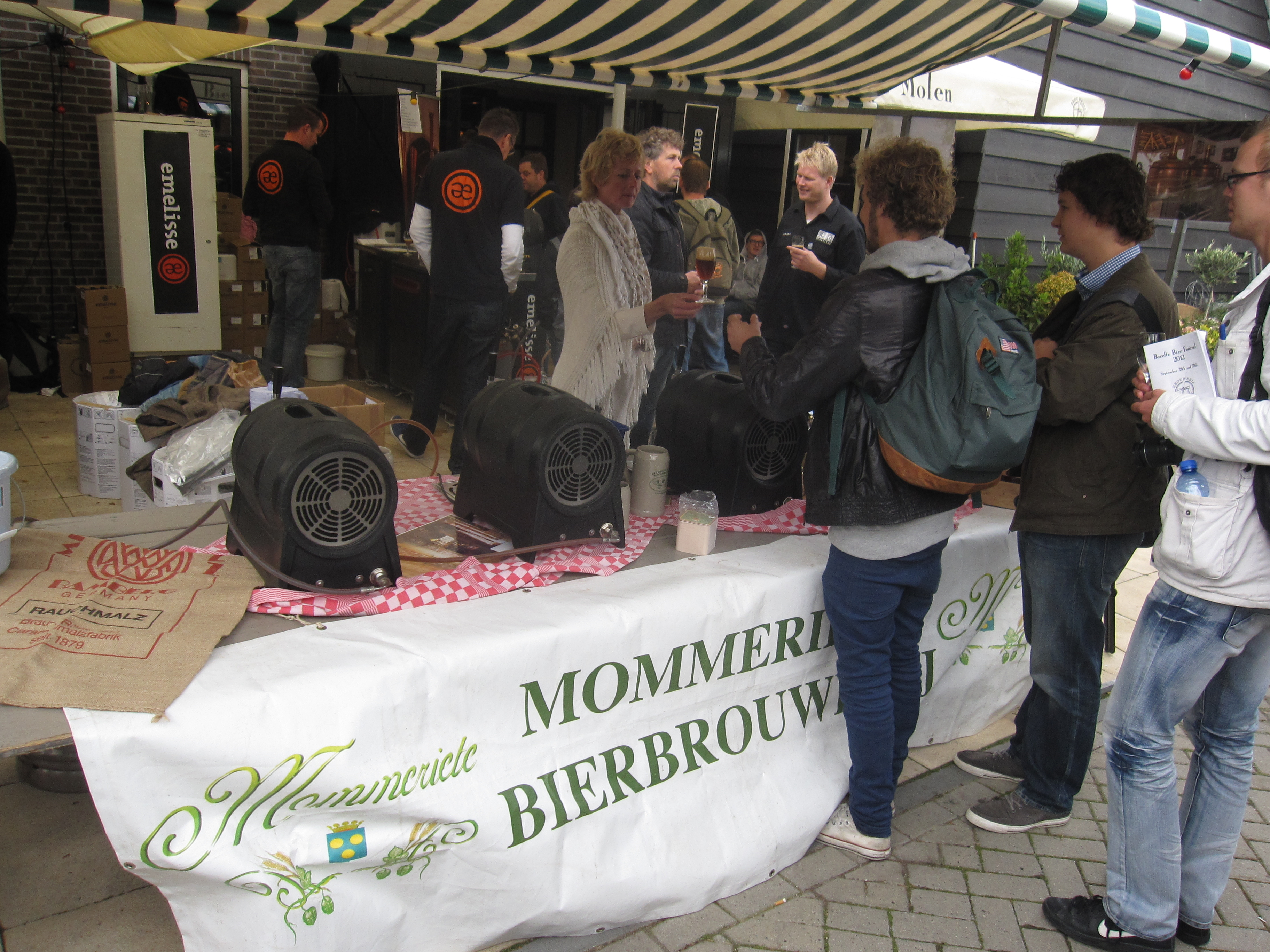
Een stand van Brouwerij Mommeriete tijdens Borefts 2012, waar Carina Kelder een biertje serveert

Gert en Carina Kelder begonnen in de jaren 1980 met hobbybrouwen, geïnspireerd door Belgische bieren. In 2003 brouwden zij een bier voor het evenement 'Gramsbergen Lichtstad'. Dit leidde in 2004 tot de oprichting van hun brouwerij, gevestigd op landgoed De Groote Scheere in Holthone. De brouwerij werd officieel geopend op 27 augustus 2004, tegelijk met de opening van het complex De Ganzenhoeve.
In 2009 verhuisde de brouwerij naar een historisch schippers- of huiskamercafé aan het kanaal in Gramsbergen. Het pand, dat dateert uit 1857, bood ruimte voor een proeflokaal en verdere uitbreiding van de activiteiten. De bottelapparatuur werd in 2010 tijdelijk verhuurd aan Brouwerij De Leckere in De Meern. Na afloop van het huurcontract is de bottelapparatuur verplaatst naar een locatie in Veenhuizen waar een nieuwe brouwerij, Brouwerij Maallust, is opgericht.
In maart 2017 is het bedrijf bezocht door Patrick Stoof en Kasper van Kooten voor het televisieprogramma Leven in de Brouwerij.

## Producten

### Laag gegiste bieren
- Mommeriete Meibock - 7% alc. (seizoensbier)
- Mommeriete Rookbock - 6,7% alc.

### Hoog gegiste bieren
- Mommeriete Blond - 5,5% alc.
- Scheerse Triple - 9,5% alc.
- Vrouwe van Gramsbergen - Quadrupel. 10% alc.
- Heer van Gramsbergen - Russian Imperial Stout. 12% alc.
- Mommeriete Winterbier - Amber bruin. 8% alc. (seizoensbier)

Daarnaast worden ook een eau de vie en whisky geproduceerd, evenals kaas, paté en worst waarin bier uit de eigen brouwerij als ingrediënt wordt verwerkt.

## Erkenning
Brouwerij Mommeriete heeft in de loop der jaren diverse onderscheidingen ontvangen voor haar bieren. In 2009 won de brouwerij goud in de categorie 'Speciaal Bock' op het PINT Bokbierfestival. In 2013 behaalde de Meibock van Mommeriete de derde plaats bij de jury en de tweede plaats bij het publiek op het Bierfestival Groningen. Tijdens de International Beer Cup in Yokohama in 2015 ontving de brouwerij een gouden medaille voor Heer van Gramsbergen  en zilver voor Vrouwe van Gramsbergen. In 2016 werd de Rookbock bekroond met goud in de categorie 'Speciaal Bock' op het PINT Bokbierfestival. Recente successen omvatten goud voor Het Varel in de categorie 'IPA' tijdens de Dutch Beer Challenge in 2023 en goud voor Heer van Gramsbergen in de categorie 'Imperial Stout' in 2024, waarbij ook zilver werd behaald voor Hendrik 1 in de categorie 'Blond-/Meibock'.